# Powerline

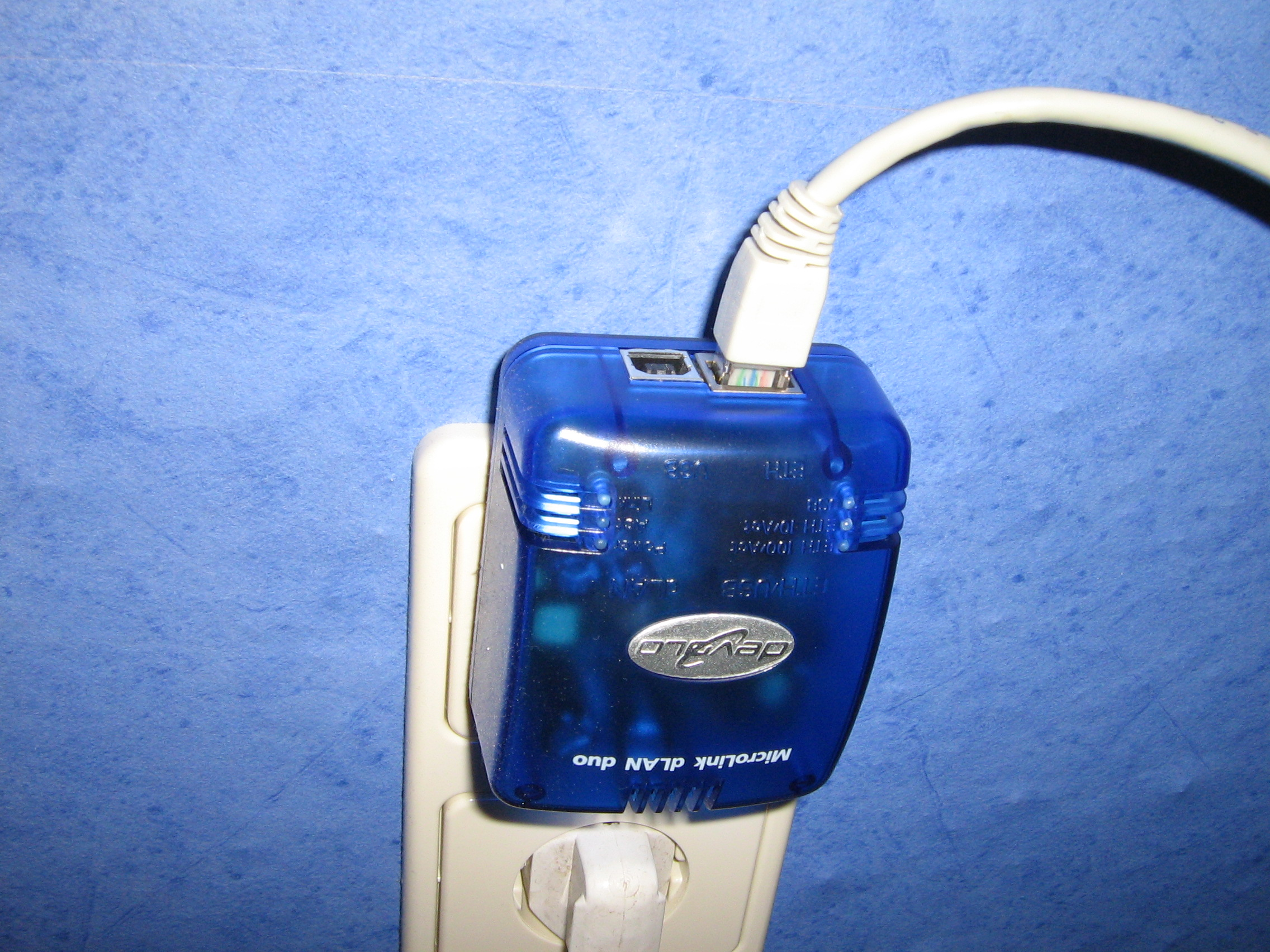
Scatola powerline internet casalingo, spina di corrente maschio, prese ethernet in entrata ed uscita

In telecomunicazioni, il powerline (in inglese power line communication o PLC, in italiano onde convogliate) è una tecnologia per la trasmissione di voce o dati che utilizza la rete di alimentazione elettrica come mezzo trasmissivo. Si realizza sovrapponendo al trasporto di corrente elettrica, continua o alternata a bassa frequenza (50 Hz in Europa e gran parte dell'Asia e dell'Africa, 60 Hz in altre regioni del mondo.), un segnale a frequenza più elevata che è modulato dall'informazione da trasmettere. La separazione dei due tipi di corrente si effettua grazie al filtraggio e separazione degli intervalli di frequenze utilizzate.
La tecnica è utilizzata da decenni, prima dell'introduzione della telefonia mobile, per trasmissioni con treni in marcia (usando le linee di potenza, ad esempio dalla Telettra), per controllare apparati elettrici tramite la propria rete di alimentazione, per leggere contatori elettrici remotamente, per sistemi interfonici casalinghi ecc. Lo stesso gestore Terna usa (e ha usato nei decenni precedenti) la rete per trasmettere telecontrolli e fonia. Più recentemente è utilizzata per dare accesso dati (per esempio Internet) alle case tramite la rete elettrica senza necessità di accessi specifici per cavo coassiale o radio.

## Descrizione

### Gli standard
Per le installazioni domestiche, lo standard è deciso dall'Homeplug Powerline Alliance, consorzio di 70 imprese costituito nel 2000.
I primi standard furono pubblicati nel 2001, l'Homeplug 1.0 e l'HomePlug 1.0 Turbo, per trasferire dati a una velocità teorica rispettivamente di 15 e 85 Mbit/s. Dopo il 2005, furono pubblicati gli standard per alte velocità della Universal Powerline Association e l'HomePlug Powerline AV con velocità teoriche di 200-500 Mbs, con supporti alla Web TV e HD TV, streaming audio e video, telefonia VoIP.
Dopo alcuni anni di competizione serrata sugli standard, i due standard al di sopra dei 200 Mbs sono confluiti in un unico standard internazionale IEEE P1901 Powerline AV, cui rispondono ormai tutti i prodotti in commercio come HPAV Powerline HomePlug AV. Prive di schermature, le linee elettriche attraversate dai segnali digitali Powerline irradiano nell'ambiente circostante in una banda fino a 50 Megahertz. La tecnologia Powerline trasmette una serie di sottoportanti nella banda che va da 2 a 30 Megahertz.

Per minimizzare il rumore e le interferenze, le sottoportanti sono equamente spaziate e distribuite, i canali occupano bande relativamente piccole e i canali adiacenti sono ortogonali fra loro (Orthogonal  Frequency DivisionMultiplexing o OFDM).
I progressi nel tempo della tecnica di modulazione del segnale sono dovuti all'aumento delle sottoportanti e dei bit per carrier veicolati da ciascuna sottoportante. La scelta delle sottoportanti da utilizzare e della tecnica di modulazione è dinamica, in funzione della condizioni delle linee elettriche ritornate dai plug riceventi a quello emittente. In condizioni difficili, lo standard utilizza la modulazione RobO (Robust operation) di tipo DBPSK, meno efficiente ma molto resistente ai disturbi.

## Utilizzi

### Domotica e reti locali
Questa tecnologia viene utilizzata per la domotica con l'utilizzo di vari standard. Quelli più datati come l'X10 (diffuso soprattutto negli Stati Uniti) consentono trasmissioni con banda limitata e sono dedicati a semplici automazioni domestiche come l'accensione di luci o la realizzazione di impianti antifurto. Richiedono l'installazione di appositi moduli di interfaccia all'interno delle prese e dei comandi. Il vantaggio rispetto ai sistemi tradizionali sta, oltre che nel risparmio di parte del cablaggio, nella possibilità di modificare con estrema semplicità il funzionamento dell'impianto e nella possibilità di realizzare funzionalità "intelligenti". Una tecnologia powerline molto diffusa in tutto il mondo ed anche in Italia è quella basata sul protocollo LonWorks, ora anche standard ISO 14908-1-2-3-4, infatti su questo protocollo è basato il contatore che Enel installa da qualche anno che è in grado di fare la telelettura e le modifiche contrattuali da remoto.
Ultimamente è stato proposto in commercio un nuovo sistema domotico in tecnologia powerLine, denominato "PowerDom", dalla D-Tech Electronic s.r.l., che sfrutta, per la comunicazione dati, un segnale in modulazione FSK con frequenza variabile tra 66 kHz e 132 kHz e velocità di trasmissione dati di 4 800 bit/s.
Inoltre il protocollo di comunicazione prevede un efficace algoritmo di controllo e correzione degli errori in grado di rendere affidabile la comunicazione per la realizzazione di tutte le funzioni di un impianto domotico di classe 1: sistema di allarme tecnico e anti-intrusione, controllo accessi, controllo remoto GSM, controllo luci e climatizzazione, gestione utenze e risparmio energetico, automazione di luci e oscuranti.
Nell'ambito delle reti locali per le abitazioni e/o piccoli uffici, è stato creato il consorzio HomePlug che consente la creazione dell'equivalente di una rete ethernet tramite l'utilizzo del normale impianto elettrico casalingo. Le specifiche HomePlug nella versione 1.0 prevedevano una velocità massima teorica di 14 Mbit/s, che risultavano in un effettivo di 5-6 Mbit/s. In seguito sono uscite delle estensioni non standard che prevedevano una velocità massima teorica di 85 Mbit/s ed un effettivo di 16-25 Mbit/s con prestazioni simili, quindi, a quanto fornito da soluzioni wireless 802.11g. Da ottobre 2006 è stato introdotto lo standard HomePlug AV, che supporta una velocità teorica di 200 Mbit/s con un effettivo variabile tra i 70 e 110 Mbit/s. Con questo sistema di trasmissione diviene possibile impiegare servizi quali flussi video in alta definizione prima non possibili. Come per i sistemi wireless, la velocità effettiva è dipendente da molti fattori quali la qualità dell'impianto, la struttura, la presenza di eventuali fonti di disturbo sull'impianto elettrico.

### Trasmissioni esterne
Le compagnie pubbliche di fornitura di energia elettrica utilizzano coppie di condensatori (con cui si realizzano filtri passa alto) per connettere trasmettitori radio a bassa frequenza a conduttori elettrici della rete elettrica. Le frequenze usate variano da 30 a 300 kHz con trasmettitori amplificati che elevano il segnale a centinaia di watt di potenza. Questi segnali possono essere diffusi sulle linee dell'alta tensione da uno a tre conduttori ed ogni linea dell'alta tensione (con uno, due o tre conduttori) può supportare molti canali di comunicazione powerline.
Alle sottostazioni vengono applicati dei filtri per evitare che le frequenze della portante attraversino gli apparati della centrale e per evitare che errori di trasmissione dovuti alla distanza non interessino neanche segmenti isolati di rete. Questi circuiti sono usati per il controllo dei dispositivi di commutazione e per la protezione delle linee di trasmissione. Ad esempio, un dispositivo di protezione può essere usato per liberare una linea se un errore è rilevato fra i suoi due nodi terminali, o per lasciarla operare se l'errore interessa tutte le linee di trasmissione (e non dipende dai singoli nodi, ma dalla rete). Da un lato gli operatori utilizzano basse tensioni e, in misura crescente, la fibra ottica; dall'altro powerline è una soluzione a basso costo nei casi in cui uno scavo in fibra ottica non sia economicamente conveniente.

### Internet e banda larga
I modem powerline trasmettono su frequenze medio-alte (da 1,6 a 30 MHz). La velocità asimmetrica nel modem è di 256 kbit/s contro 2,7 Mbit/s in download. Sul ripetitore posto nel contatore elettrico la velocità è di 45 Mbit/s e può essere collegato al modem a 256 kBit/s. Nelle stazioni a media tensione, la velocità fino ad Internet è di 135 Mbit/s.
Diversamente dagli Stati Uniti, in Europa centinaia di case sono collegate alla stessa sottostazione con il vantaggio di non richiedere l'adeguamento di molte centrali, ma con lo svantaggio di una banda molto più frazionata e bassa. La powerline si presenta come una tecnologia alternativa al doppino, che pur potrebbe tecnicamente utilizzare per il collegamento fra centrali di media e bassa tensione. Tuttavia il doppino telefonico in rame è un cavo uguale a quello elettrico che spinge gli operatori elettrici a usare la rete di loro proprietà piuttosto che ricorrere a infrastrutture esterne. Questa soluzione permetterebbe in linea teorica di fornire un accesso a banda larga e ridurre così il divario digitale in quelle zone dove l'ADSL fatica ad arrivare o là dove l'accesso in rete ottica previsto per le future Next Generation Network sembrerebbe in prima istanza improponibile per tali aree.

### Rete ibrida Wi-Fi e powerline
La powerline può essere utilizzata per portare la banda larga a quelle utenze che sono interposte alla rete wireless da alberi, muri o altri ostacoli al segnale. Piuttosto che localizzare in alto il ripetitore se c'è un punto adeguatamente alto, o un improbabile traliccio per servire una singola utenza, è meno costoso collegare al ripetitore wireless più vicino un "convertitore" che invia il segnale su cavo elettrico, anche se l'apparato wireless è distante dalla cabina di bassa tensione (e l'attrezzatura per powerline va posta in un'apposita cabina). L'Italia ha 7 500 km di cavi elettrici, una delle reti più estese (per la scelta di una produzione centralizzata dell'energia): è probabile che anche in presenza di un luogo impervio o di abitazioni isolate sia disponibile un cavo elettrico per powerline.
Oltre a raggiungere con powerline le utenze più difficili da servire, la rete ibrida ha il vantaggio di rendere accettabile l'onere di coprire via cavo centrali a bassa tensione. Si risparmia la fibra ottica, collegando la centrale di bassa tensione con una serie di ponti radio fino alla centrale di media che viene cablata con fibra ottica. Diversamente dall'invio su cavo elettrico di rame, il segnale col wireless mantiene qualità alta e basse latenze anche su lunghe distanze se nei ripetitori sono presenti dei software di correzione del segnale.

## Limiti

### Interferenze
Fra i maggiori oppositori alla diffusione di questa tecnologia vi sono le emittenti radio. Anche se i cavi powerline sono intrecciati e schermati (grazie alla schermatura ed al fatto di essere molto vicini e non in linea retta producono un campo elettromagnetico debolissimo), essi sono sostanzialmente delle antenne (filari) che teoricamente disperdono (irradiano) e assorbono (ricevono) energia sulle frequenze radio.
Non poche radio a diffusione locale infatti trasmettono onde nell'intorno dei 100 kHz, esattamente la stessa frequenza del segnale elettrico, degli elettrodomestici e dei pacemaker, con i quali vi sono interferenze. Sia televisioni che compagnie elettriche scelgono queste frequenze potendo coprire distanze maggiori che in altre bande. Le compagnie elettriche d'altro canto usano queste stesse frequenze in quanto riescono a ridurre ad un comunque non trascurabile 2-3 % della potenza erogata le perdite di energia elettrica in calore per l'effetto Joule.
La potenza elettrica irradiata per la powerline è solamente di pochi watt e il conseguente campo magnetico indotto è quindi paragonabile a quello dei cellulari (che trasmettono con potenze prossime a 1 Watt o equivalentemente 30 dBm) ed è molto inferiore a quello di radio e TV.
La maggior parte della potenza (megawatt contro i watt della powerline) transita comunque come segnale elettrico su cavo elettrico. La powerline, se viaggia sugli stessi cavi elettrici, aggiunge dunque un campo magnetico marginale, che risulta occultato da quello indotto dai megawatt della trasmissione di energia elettrica. Il campo magnetico è infatti una grandezza estensiva ovvero i campi magnetici si sommano e si sovrappongono tra loro. Un'antenna è facilmente ottenibile tagliando un filo elettrico senza arrivare a spezzarlo: bastano infatti piccole irregolarità nei cavi perché questi irradino onde elettromagnetiche nello spazio circostante.
Ad ogni modo piuttosto che dire che la powerline interferisce con queste tecnologie è più esatto parlare di interferenze reciproche fra queste tecnologie dato che anche una powerline subisce le interferenze da altri sistemi di rete. Infatti al di là dell'uso del segnale la corrente elettrica e le emissioni radio-televisive derivano o producono entrambe un flusso ordinato di elettroni e un'interferenza toglie qualità a entrambi. Vari test sono stati condotti con risultati opposti, a detta delle parti interessate. Ad esempio i radioamatori che su frequenze ben definite, allocate da Leggi e regolamenti Nazionali (a loro volta recepite da direttive della IARU - Unione Internazionale dei Radioamatori , International Amateur Radio Union), emettono segnali per uso privato a potenza molto più elevata, hanno sottoscritto petizioni contro la tecnologia powerline. I governi di Austria, Australia e Nuova Zelanda hanno tuttavia posto l'obbligo di evitare interferenze su tali frequenze affollate a carico degli operatori powerline sui quali hanno precedenza le altre telecomunicazioni e che devono interrompere la connessione, se necessario, per eliminare un'interferenza.

### Costi
Nel settembre 2001, l'Ascom ha comunicato alla stampa la creazione della prima rete Powerline elvetica, nella città di Friburgo. Nel 2002, l'Ufficio federale delle comunicazioni UFCOM pubblicava una valutazione sostanzialmente positiva del periodo di sperimentazione, rilevando che al di sotto dei 10 Megahertz di frequenza l'aumento del rumore indotto dalle comunicazioni Powerline era stato minimo.
La tecnologia powerline ha raggiunto una delle maggiori diffusioni in Europa in termini di utenze collegate e di percentuale di copertura del territorio. Varie municipalizzate dell'energia elettrica hanno iniziato a commercializzare tariffe powerline con una banda che varia da un taglio minimo di 300 kBit/s ad un massimo di 2 Mbit/s. Le tariffazioni sono flat 24 ore e non includono la fonia vocale. Non troviamo banda minima garantita ed il costo oscilla da 25 a 85 franchi svizzeri (circa da 15 a 50 euro) per il taglio da 2 Mbit/secondo: le tariffe non sono dunque paragonabili al prezzo di mercato di un'ADSL da 2 a 4 megabit, che è intorno ai 19 euro mensili.
Il prezzo imponibile all'utente è anche dovuto alla particolare architettura di rete scelta dal provider. In particolare si è scelto di collegare in fibra ottica le centrali di bassa tensione (110 V in U.S.A. e 230 V nel resto d'Europa, escluso Inghilterra ove è usata la 240 V) e di inviare traffico Internet insieme alla corrente elettrica su cavo di rame soltanto per l'ultimo miglio. In questo modo la qualità della powerline è paragonabile ad ADSL o fibra ottica, ma lievitano i costi d'impianto. Infatti il numero di centrali telefoniche sparse sul territorio da cablare in fibra ottica è 4-5 volte minore delle centrali elettriche di bassa tensione; d'altro canto il DSLAM necessario per l'ADSL ha un costo più alto degli apparati da installare per la powerline nelle cabine elettriche (un semplice splitter più qualche eventuale ripetitore), ma lo scavo e i chilometri di fibra ottica necessari al soddisfacimento del primo caso sono molti di più.
Un'alternativa, come detto, è portare la fibra ottica nelle centrali di media tensione (in numero inferiore a quelle di bassa tensione) e da qui il traffico internet sulla rete elettrica. La distanza non diminuisce la banda disponibile, ma introduce un tempo di latenza del segnale di centinaia di millisecondi. I ping della powerline misurati sono infatti addirittura peggiori di una connessione via satellite. La tecnologia evolve verso un aumento della banda dei cavi in fibra ottica da frazionare verso gli utenti, ma non risolve questo problema di latenza sulle lunghe distanze. Dagli attuali 40 Mbit/s di banda per cavo in fibra ottica si iniziano a commercializzare cavi con 85 Mbit/s di banda. In laboratorio si sono già raggiunte velocità di 100 Gbit/s, ma non sono ancora commercializzate.
Molte città statunitensi (ormai da vent'anni) e tedesche sono coperte. La tecnologia si diffonde lentamente perché interferisce su frequenze militari, mentre il segnale Internet è a sua volta fortemente disturbato dai continui sbalzi di tensione della corrente elettrica dovuti al fatto che è alternata e non continua e, dal lato degli utenti, dalla semplice accensione di lavatrici o lavastoviglie. Le interferenze restano forti nonostante la banda molto differente che separa elettricità e traffico dati. A detta degli analisti, si è trattato di un vero e proprio fallimento.

## Lo sviluppo della tecnologia powerline in Italia
Gli standard presenti nel mercato per la tecnologia powerline sono: HomePlug 1.0 (alle velocità di 15 o 85 Mbit/s), gli HomePlug AV a 200 Mbit/s e i prodotti UPA (Universal Powerline Association) che raggiungono anch'essi i 200 Mbit/s. Lo IEEE nell'ottobre 2008 ha scelto lo standard HomePlug, che sarà sostituito da una nuova versione a 200 Mbit/s. Con il precedente livello di tensione per le utenze domestiche (130 volt) era necessario aggiungere dei trasformatori che elevassero la tensione di rete per avere una banda larga per trasmissioni internet veloci, destinando il traffico dati alle frequenze più elevate ben distinte dal segnale elettrico. Nonostante questo, rimaneva la necessità di separare poi i due flussi.
Con 7.500 km di cavi elettrici sospesi, l'Italia ha una delle reti elettriche di trasmissione più lunghe e capillari al mondo per copertura del territorio. Buona parte di questa rete è proprietà di Enel, che al momento non commercializza la tecnologia powerline. La sperimentazione di Grosseto ha avuto seguito dopo tempi di negoziato dell'ordine di anni. Vari installatori della tecnologia in Italia propongono in alternativa connessioni wireless HiperLan appoggiate con gateway ad HDSL su doppino o alla fibra ottica dove disponibile.
Attualmente la tensione delle utenze domestiche è stata alzata in tutta Italia a 230 volt, consentendo trasmissioni in banda larga in un raggio massimo di 450 metri dalle utenze domestiche; oltre tale distanza diventa inaccettabile la perdita di segnale a causa di giunzione fra i cavi, interferenze col segnale elettrico, perdite dovute alla distanza stessa. È possibile aumentare la distanza di copertura inserendo ogni 450 metri o meno un ripetitore (dal costo da 100 a 300 euro) che non amplifichi semplicemente il segnale (con il rumore acquisito), ma abbia un software che lo depuri delle distorsioni introdotte durante il percorso.
Dai contatori elettronici delle case (che già utilizzano la powerline per la telelettura dei consumi), il traffico dati viaggia su doppino di rame insieme alla corrente elettrica su frequenze separate alla tensione di 230 volt e a una velocità fino a 20 Mbit/s (100 nelle reti sperimentali) per un raggio di 450 metri (vari chilometri con l'aggiunta di ripetitori), supera i tralicci della bassa tensione a 230 volt e arriva a quelli di medio-bassa a 400 volt dove trova uno splitter che separa corrente e dati Internet.
Il traffico Internet entra in un router (uno per ogni linea da coprire) e prosegue o su linea ADSL o su fibra ottica. La powerline è nata per risolvere il problema dell'ultimo miglio, ma richiede una linea ad alta velocità dopo la centrale elettrica. Attualmente è impiegata per creare elettroLAN in uffici o case su più piani.
La sperimentazione di Enel a Grosseto ha dato buoni risultati; altri comuni facendone richiesta possono ottenere Internet gratuitamente nel periodo di sperimentazione.
Dal 2002 inoltre Enel sta installando presso tutte le sue utenze contatori elettronici che utilizzano la linea di alimentazione per la telelettura e il telecontrollo degli stessi. Questo tipo di applicazione richiede però una banda passante molto ridotta ed è molto più semplice da implementare ed è basata sulla tecnologia LonWorks. Il contatore non è più stato utilizzato per fornire connettività Internet.
Brescia, in linea con la tradizione che ne fa una città pilota nei servizi pubblici, è stata la prima e unica località in Italia interamente coperta con questo servizio, grazie ad un accordo fra l'azienda municipalizzata dell'energia e I-Light, società specializzata in connessioni Internet su rete elettrica. La rete operava con la tecnologia powerline plus, ed era gestita dalla società Selene, controllata del Gruppo A2A. Ma si è trattato di uno dei vari esperimenti di Selene, poi sospesi dopo aver fatto investire soldi a privati ed aziende per dotarsi delle relative attrezzature.
Enel sta collegando con fibra ottica tutte le centrali da 400 volt in Italia, ma conta di coprire i grandi centri dove il business è più remunerativo. Non pare per ora che venga utilizzata per risolvere il divario digitale; la banda larga non è inclusa negli obblighi di servizio universale. Comunque, un programma sempre pubblico (dell'Unione europea) sta rilanciando questa tecnologia. Un servizio di connettività powerline è molto competitivo come costi e prestazioni sia per l'operatore che per gli utenti, rispetto alle altre tecnologie per fornire banda larga. L'acquisto di hotspot e antenne per le tecnologie wireless, piuttosto che DSLAM per un'ADSL è molto più oneroso dell'installazione di una cabina di commutazione fra nodi della rete elettrica, o fra questa e i punti di connessioni a quelle degli operatori telefonici tramite fibra, doppino o wireless.
Il comune San Giovanni in Persiceto è stato uno dei primi ad utilizzare questa tecnologia per il controllo dell'illuminazione pubblica, dove i pali dell'illuminazione pubblica vengono trasformati in access point, inoltre nell'eventualità venissero aggiunti dispositivi aggiuntivi, quali telecamere, access point wifi, totem multimediali, permettono di offrire nuovi servizi.